# Парламентские выборы в Великобритании (1918)
Парламентские выборы в Великобритании 1918 года прошли 14 декабря и стали тридцатыми парламентскими выборами в истории Соединённого королевства Великобритании и Ирландии после Акта об унии 1800 года и первыми после Четвёртой парламентской реформы 1918 года, которая предоставила право голоса всем мужчинам старше 21 года и женщинам старше 30 лет с некоторыми имущественными цензами.
Выборы были назначены сразу после перемирия с Германией, положившего конец Первой мировой войне. Правящая коалиция консерваторов и части либералов под руководством действующего премьер-министра Дэвида Ллойд Джорджа направила письма поддержки кандидатам, которые поддерживали коалиционное правительство. Письма прозвали «коалиционными купонами» и выборы вошли в историю как «купонные выборы» (англ. coupon election). Результатом стал огромный перевес в пользу коалиции, состоящей в основном из консерваторов во главе с Бонаром Лоу и коалиционных либералов под руководством Ллойд Джорджа, с огромными потерями для независимых либералов Г. Г. Асквита, которые не получили купонов от правительства. Почти все либеральные кандидаты без купонов потерпели поражение, включая лидера партии Асквита. Всего правящая коалиция получила 521 место в Палате общин (консерваторы — 379 мест, коалиционные либералы Ллойд Джорджа — 128 мест, коалиционные национальные демократы — 9 мест, коалиционные лейбористы — 4 места и один независимый).

## Четвёртая парламентская реформа
Рост активности рабочего и суфражистского движений в начале XX века поставил вопрос о введении в Великобритании всеобщего избирательного права. Первая мировая война на время отложила решение этого вопроса, но революция 1917 года в России вызвала опасения, что сотни тысяч вооружённых и обученных рабочих вернувшись с фронта могут совершить революцию и в Великобритании. В результате, в феврале 1918 года Парламентом был принят Акт о народном представительстве, также известный как Четвёртая парламентская реформа. Новый закон предоставил право голоса на выборах в Палату общин всем мужчинам старше 21 года, независимо от того, владели ли они имуществом или нет, всем участникам Первой мировой войны, даже если им ещё не было 21 года, а также женщинам старше 30 лет, которые владели или арендовали землёй или помещениями с налогооблагаемой стоимостью выше 5 фунтов стерлингов, или чьи мужья владели подобной собственностью. Ранее все женщины и многие бедные мужчины были исключены из голосования. Женщины в целом поддержали кандидатов правящей коалиции.
В результате принятия закона мужской электорат увеличился на 5,2 миллиона человек до 12,9 миллиона, кроме того, право голоса получили 8,5 миллионов женщин. Акт также создал новые избирательные механизмы, включая установление полугодового ценза осёдлости и институционализацию выборов по мажоритарной системе.
В то же время, парламентские выборы 1918 года одновременно стали первыми, на которых женщины могли баллотироваться в качестве кандидатов, после принятия Парламентского акта (квалификация женщин) 1918 года, принятого незадолго до роспуска парламента. Выборы 1918 года были также первыми в истории Великобритании парламентскими выборами, прошедшими в один день по всей стране, хотя подсчёт голосов был отложен до 28 декабря, чтобы бюллетени, поданные солдатами, проходившими службу за рубежом, могли быть включены в подсчеты. Перед этими выборами были перераспределены места в университетских избирательных округах. Несколько мест в многомандатных округах были заполнены с использованием системы единого передаваемого голоса.

## Политическая ситуация
В Первую мировую войну Великобритания вступила с либеральный правительство меньшинства во главе с Г. Г. Асквитом. Либералы вели войну, не консультируясь с консерваторами, которые активно критиковали Асквита, обвиняя его и кабинет в плохой работе в первый год войны. Однако даже либеральные комментаторы были встревожены отсутствием энергии наверху, обвиняя его бездельничанье.
В конце концов, либеральный кабинет Асквита был свергнут в мае 1915 года, в частности, из-за снарядного кризиса и скандальной отставки адмирала Фишера, вызванной галлиполийской трагедией. 25 мая Асквит сформировал новое, коалиционное, правительство, которое состояло из либералов и консерваторов при символическом представительстве лейбористов. Новое правительство просуществовало полтора года и было последним кабинетом, который контролировали либералы. Историк А. Дж. П. Тейлор пришёл к выводу, что несмотря на глубокое разделение британского общества по разным вопросам, со всех сторон росло недоверие к правительству Асквита. Никакого согласия по вопросам военного времени не было. Лидеры обеих ведущих партий понимали, что ожесточённые дебаты в парламенте ещё больше подорвут моральный дух народа и поэтому Палата общин ни разу не обсуждала войну до мая 1915 года. Тейлор утверждает:
Юнионисты, по большому счёту, считали Германию опасным соперником и радовались возможности уничтожить её. Они намеревались вести жестокую войну безжалостными методами; они осуждали либеральную «мягкость» до войны и сейчас. Либералы настаивали на том, чтобы оставаться благородными. Многие из них поддержали войну только тогда, когда немцы вторглись в Бельгию. […] Вступая в войну по идеалистическим мотивам, либералы хотели вести её благородными средствами, и им было труднее отказаться от своих принципов, чем пережить поражение на поле боя.
Коалиция 1915 года распалась в конце 1916 года, когда консерваторы отказали в поддержке Асквита и вместо этого сделали ставку на Ллойд Джорджа, который возглавил новое коалиционное правительство, в основном состоящей из консерваторов. В результате Либеральная партия снова оказалась в глубоком расколе, часть либералов поддержали Ллойд Джорджа, получив прозвище коалиционных лидералов, в то время как Асквит, сохранивший за собой пост официального лидера партии, и его последователи, известные как независимые либералы, перешли в оппозицию.
14 ноября 1918 года, через три дня после подписания Компьенского перемирия, положившего конец Первой мировой войне, было объявлено, что парламент, который заседал непрерывно с 1910 года и срок полномочий которого был продлён чрезвычайными мерами военного времени, будет распущен 25 ноября, а выборы назначены на 14 декабря.
После конфиденциальных переговоров летом 1918 года было решено, что кандидатам из числа сторонников коалиционного правительства Ллойд Джорджа будет предложена поддержка премьер-министра и лидера Консервативной партии на следующих выборах. Этим кандидатам было отправлено письмо, известное как «Коалиционный купон», в котором говорилось об одобрении правительством их кандидатуры. По этой причине выборы часто называют «купонными выборами» (англ. coupon election). Купоны получили 364 консервативных кандидата, 159 либеральных, 20 кандидатов национальных демократов, 5 коалиционных лейбористов и один независимый.
80 консервативных кандидатов баллотировались без купонов. Из них 35 кандидатов были ирландскими юнионистами. Из других некупонных консервативных кандидатов только 23 баллотировались против кандидата коалиции; остальные 22 кандидата баллотировались в округах, где не было купонов, или отказались от предложения купона.
Лейбористская партия во главе с Уильямом Адамсоном боролась на выборах самостоятельно, как и те либералы, которые не получили купон.
Предвыборная кампания велась главным образом не из-за того, какой мир заключить с Германией, хотя этот вопрос сыграл свою роль. Более важной была оценка избирателями Ллойда Джорджа с точки зрения того, чего он достиг на данный момент и что он обещал на будущее. Его сторонники подчёркивали, что он выиграл Великую войну. Вопреки своим достижениям в социальном законодательстве, сам Ллойд Джордж призывал создать «страну, пригодную для жизни героев».
Эти выборы из-за непосредственно послевоенной обстановки и роли демобилизованных солдат также известны как «выборы цвета хаки».

## Победа коалиции
Правящая коалиция легко выиграла выборы, причём консерваторы оказались главными победителями, став крупнейшей партией правящего большинства. Ллойд Джордж остался премьер-министром, несмотря на то, что консерваторы превосходили численностью его коалиционных либералов почти в три раза и могли сформировать правительство большинства самостоятельно. Консерваторы приветствовали его лидерство во внешней политике, когда через несколько недель после выборов начались мирные переговоры в Париже.
Ещё 47 консерваторов, 23 из которых были ирландскими юнионистами, победили без купона, но не действовали как отдельный блок и не выступали против правительства, за исключением вопроса о независимости Ирландии.
В то время как большинство коалиционных либералов были переизбраны, фракция Либеральной партии, в которой остались только независимые либералы Асквита, сократилась до горстки депутатов, не все из которых были противниками коалиции. Асквит и другие лидеры партии потеряли свои места, и только трое с опытом работы в качестве младшего министра были избраны. Согласно книге Тревора Уилсона The Downfall of the Liberal Party, было избрано 136 купонных либералов и только 29, не получивших купон, но поскольку 8 независимых либералов получили купон, а 10 либералов Ллойд Джорджа — нет, фактическое число членов фракции Асквита составило 27. Другой историк оценивает фракцию Асквита в 36 депутатов, из которых девять впоследствии присоединились к коалиционным либералам. Остальные стали заклятыми врагами Ллойд Джорджа. Биограф Асквита Стивен Косс признаёт, что, хотя отчёты различаются, было избрано около 29 некупонных либералов. 3 февраля 1919 года 23 некоалиционных либерала сформировали группу «Свободных либералов» (вскоре известную как «Wee Frees» в честь шотландской религиозной секты с таким же названием); так как Асквит не смог избраться в его отсутствие председателем стал Дональд Маклин, депутат от Пиблсшира и Южного Мидлотиана, он же стал и Лидером оппозиции в Палате общин. После краткой попытки создать совместный комитет с коалиционными либеральными депутатами «Wee Frees» 4 апреля отказались от правительственного кнута, хотя некоторые либеральные депутаты всё ещё не определились в своей лояльности. Маклин был лидером оппозиции, пока Асквит не вернулся в Палату общин на дополнительных выборах в феврале 1920 года.
Лейбористская партия по итогам выборов стала второй по количеству голосов, в 7 раз увеличив число своих сторонников по сравнению с декабрём 1910 года и значительно увеличив свою долю голосов. По количеству мандатов лейбористы оказались лишь четвёртыми, уступив не только консерваторам, но и коалиционным либералам и сепаратистам из партии Шинн Фейн. При этом, некоторые из их лидеров, включая Рамси Макдональда и Артура Хендерсона, потеряли свои места в Палате общин. Лейбористы впервые получили большинство мест в Уэльсе (где ранее доминировали либералы), и по сей день оставаясь самой популярной партией Уэльса.
Среди членов парламента от Консервативной партии оказалось рекордное количество директоров, банкиров и бизнесменов, в то время как члены парламента от Лейбористской партии в основном были выходцами из рабочего класса. Глава партии, Бонар Лоу, символизировал значительные изменения в Консервативной партии, поскольку будучи пресвитерианцем и шотландским бизнесменом канадского происхождения, стал, по словам его биографа Роберта Блейка, лидером «Партии старой Англии, партии англиканской церкви и сельского сквайра, партии обширных земель и наследственных титулов». Восхождение Бонара Лоу на пост лидера консерваторов ознаменовало значительный сдвиг в Консервативной партии от аристократов, которые обычно возглавляли партию в XIX веке, к представителям среднего класса, которые обычно руководили партией в XX веке.
Одним из следствий предвыборной кампании стало то, что ногие молодые ветераны отреагировали на резкий тон кампании и разочаровались в политике.

## Ирландия

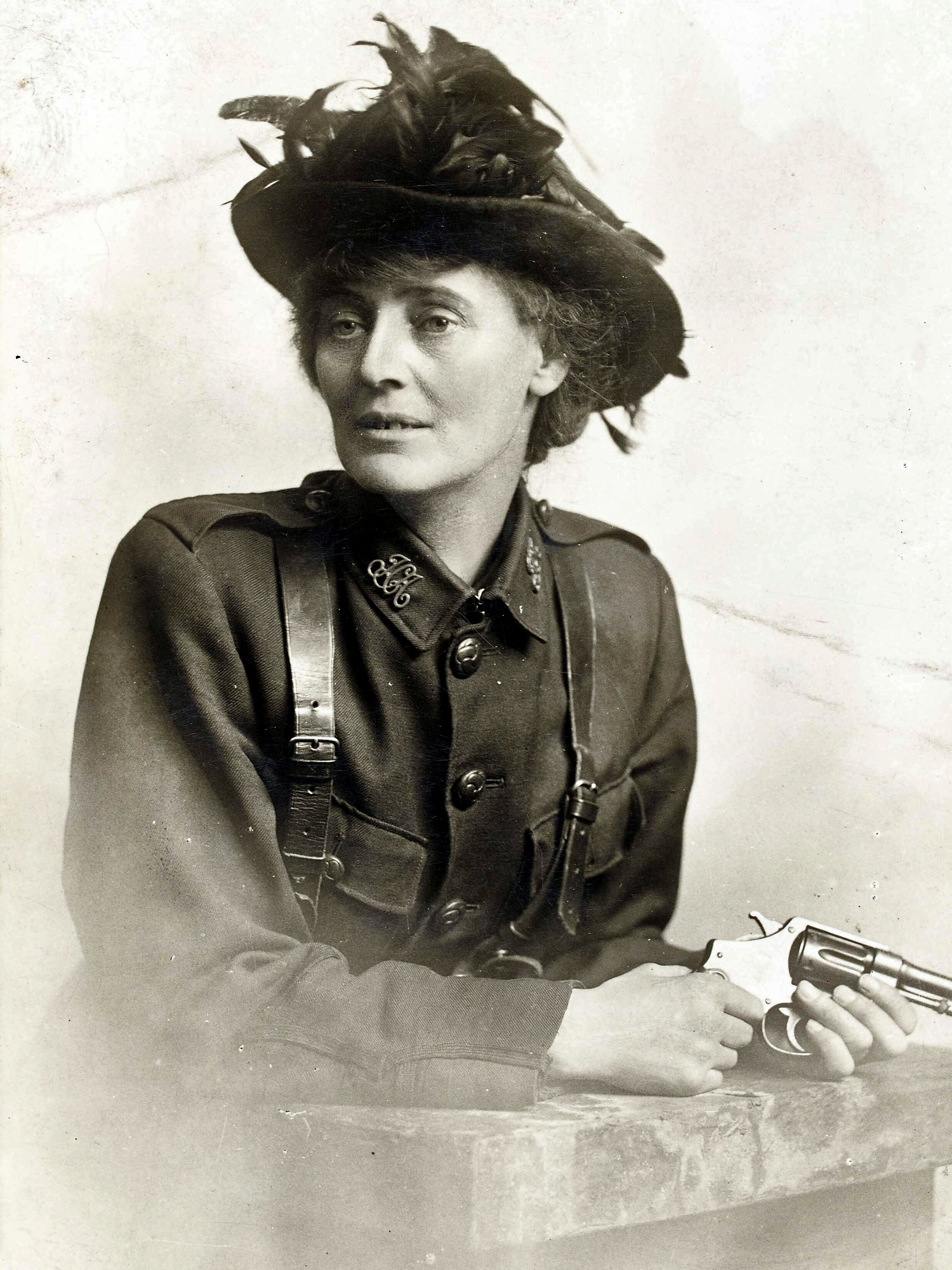
Констанция Маркевич была первой женщиной в британском и ирландском парламентах, но как ирландский националист отказалась заседать в Вестминстере.

В Ирландии выборы в британский парламент 1918 года завершились крушением Ирландской парламентской партии, выступавшей за самоуправление Ирландии в составе Соединённого Королевства. Партия, которая с момента создания в 1874 году доминировала в ирландской политике, потеряла почти все свои места в британской Палате общин, большинство из которых достались дебютантам выборов, партии Шинн Фейн под руководством Имона де Валера, которая призывала к независимости. Казни многих лидеров Пасхального восстания 1916 года, принудительное кормление заключённых, которые в связи с восстанием объявили голодовку в 1917 году, кризис призыва 1918 года, вызванный тем, что британский парламент принял закон о военной повинности ирландцев — всё это способствовало отчуждению ирландских католиков от Соединённого Королевства. Кандидаты от Шинн Фейн в ходе предвыборной кампании обещали добиться создания Ирландской республики «любыми необходимыми средствами», что было кодовым словом для обозначения насилия, хотя не совсем ясно, все ли ирландские избиратели понимали значение этой фразы. 17 мая 1918 года почти всё руководство Шинн Фейн, включая де Валера и Артура Гриффита, было арестовано, но это не помешло успеху партии на выборах. Всего в британский парламент было избрано 73 члена Шинн Фейн, из них 47 находились в этот момент тюрьме. Все избранные от Шинн Фейн парламентарии отказались занять свои места в Палате общин Великобритании, собравшись вместо этого в Дублине, где 21 января 1919 года объявили себя Ассамблеей Ирландии, Дойл Эрен, что ознаменовало начало Ирландской войны за независимость.
В шести протестанских графствах Ольстера, которые позже отделились от Ирландии и стали Северной Ирландией, юнионисты укрепили свои позиции, завоевав 23 места из 30. Пытаясь помешать юнионистам, ирландские националисты при посредничестве кардинала Майкла Лога заключили пакт о восьми округах (семь в одно шести графствах и один в Восточный Донеголе), в котором избирателям-католикам было поручено голосовать за одного конкретного националистического кандидата. В результате, Ирландская парламентская партия победила в четырёх из этих округов, а Шинн Фейн в трёх, и только в Восточном Дауне был избран юнионист. Неожиданно завершились выборы в округе Фоллз в Западном Белфасте, где кандидат Ирландской парламентской партии Джозеф Девлин с большим отрывом опередил Имона де Валера из Шинн Фейн, так что последнему пришлось избираться от Восточного Мейо.
Констанция Маркевич стала первой женщиной, избранной в британский парламент, а также первой женщиной в ирландском парламенте. Она была избрана как кандидат Шинн Фейн от округа Сент-Патрик в Южном Дублине, и, как и другие депутаты от Шинн Фейн, отказалась заседать в Вестминстере.

## Женщины
В выборах 1918 года, в первых, к которым допустили женщин как кандидатов,приняли участие 17 кандидаток, в том числе, 5 независимых, по 4 кандидата от Либеральной и Лейбористской партий, 1 от Консервативной и 3 от других партий. Среди них были такие известные фигуры, как:
- Констанция Маркевич (1868—1927) — ирландская суфражистка, революционерка-социалистка и националистка, политик, первая женщина-парламентарий в истории Ирландии и Великобритании, кандидатка партии Шинн Фейн.
- Шарлотт Деспард (1844—1939) — англо-ирландская суфражистка, социалистка, пацифистка и романистка, одна из основателей Женской Лиги свободы, Женского Крестового Похода за мир и Ирландской женской лиги за избирательные права[41], кандидатка Лейбористской партии.
- Нора Дакр Фокс (1878—1961) — известная суфражистка и феминистка, независимая кандидатка.
- Эммелин Петик-Лоуренс (1867—1954) — суфражистка и активистка за права женщин, кандидатка Лейбористской партии.
- Кристабель Панкхёрст (1880—1958) — суфражистка, соосновательница Женского социально-политического союза и основательница Женской партии, от которой и баллотировалась.

## Результаты
14 декабря 1918 года были избраны 707 членов Палаты общин Парламента Соединённого королевстве Великобритании и Ирландии. Но 73 депутата от ирландской сепаратистско-республиканской партии Шинн Фейн отказались занять свои места в Палате общин, а вместо этого в январе 1919 года сформировали самопровозглашённый ирландский парламент.
Полужирным шрифтом отмечены участники победившей на выборах правящей коалиции во главе с действующим премьер-министром Дэвидом Ллойд Джорджем.

Результат выборов 1918 года в Лондоне, Мидлсексе, Суррее, Кенте и Эссексе.

Результат выборов 1918 года в Шотландии.

|        |                                      |                                   |                                   |            |        |         |       |       |
| Партия | Партия                               | Лидер                             | Кандидаты                         | Голоса     | Голоса | Голоса  | Места | Места |
| Партия | Партия                               | Лидер                             | Кандидаты                         | Голоса     | %      | ± п. п. | Места | ±     |
|        | Консерваторы                         | Бонар Лоу                         | 445                               | 4 003 848  | 38,34  | ▼ 8,88  | 379   | ▲ 108 |
|        | Коалиционные либералы                | Дэвид Ллойд Джордж                | 145                               | 1 318 844  | 12,63  | новая   | 127   | ▲ 127 |
|        | Шинн Фейн                            | Имон де Валера                    | 102                               | 476 458    | 4,56   | новая   | 73    | ▲ 73  |
|        | Лейбористы                           | Уильям Адамсон                    | 361                               | 2 171 230  | 20,79  | ▲ 13,80 | 57    | ▲ 15  |
|        | Либералы                             | Г. Г. Асквит                      | 277                               | 1 355 398  | 12,98  | ▼ 30,53 | 36    | ▼ 236 |
|        | Коалиционные национал-демократы      | Клемент Эдвардс                   | 18                                | 156 834    | 1,50   | новая   | 9     | ▲ 9   |
|        | Ирландская парламентская партия      | Джон Диллон                       | 57                                | 226 498    | 1,85   | ▲ 0,33  | 7     | ▼ 67  |
|        | Коалиционные лейбористы              |                                   | 5                                 | 40 641     | 0,39   | новая   | 4     | ▲ 4   |
|        | Лейбористы-юнионисты                 |                                   | 3                                 | 30 304     | 0,29   | новая   | 3     | ▲ 3   |
|        | Независимая рабочая партия           |                                   | 29                                | 116 322    | 1,11   | ▲ 1,04  | 2     | ▲ 2   |
|        | Независимые                          |                                   | 42                                | 105 261    | 1,01   | ▲ 1,00  | 2     | ▲ 2   |
|        | Национальная партия                  | Генри Пейдж, Ричард Крофт         | 26                                | 94 389     | 0,90   | новая   | 2     | ▲ 2   |
|        | Кооперативная партия                 | Уильям Генри Уоткинс              | 10                                | 57 785     | 0,55   | новая   | 1     | ▲ 1   |
|        | Независимые консерваторы             |                                   | 17                                | 44 637     | 0,43   | ▲ 0,33  | 1     | ▲ 1   |
|        | Независимые либералы                 |                                   | 8                                 | 24 985     | 0,24   | ▲ 0,20  | 1     | ▲ 1   |
|        | Национальная социалистическая партия | Генри Гайндман                    | 3                                 | 11 013     | 0,11   | новая   | 1     | ▲ 1   |
|        | Коалиционные независимые             | Дуглас Кинг                       | 1                                 | 9 274      | 0,09   | новая   | 1     | ▲ 1   |
|        | NADSS                                | Джеймс Хауэлл                     | 1                                 | 8 287      | 0,08   | новая   | 1     | ▲ 1   |
|        | Независимые NFDDSS                   | Джеймс Ходж                       | 30                                | 58 164     | 0,56   | новая   | 0     | ▬     |
|        | Фермеры                              | Эдвард Миалс Наннили              | 7                                 | 19 412     | 0,19   | новая   | 0     | ▬     |
|        | Национал-демократы                   |                                   | 8                                 | 17 991     | 0,17   | новая   | 0     | ▬     |
|        | NFDDSS                               | Джеймс Ходж                       | 5                                 | 12 329     | 0,12   | новая   | 0     | ▬     |
|        | Белфастские лейбористы               |                                   | 4                                 | 12 164     | 0,12   | новая   | 0     | ▬     |
|        | Земельная лига Хайленда              |                                   | 4                                 | 8 710      | 0,08   | новая   | 0     | ▬     |
|        | Женская партия                       | Кристабель Панкхёрст              | 1                                 | 1          | 0,08   | новая   | 0     | ▬     |
|        | Британская социалистическая партия   | Альберт Инкпин                    | 3                                 | 8 394      | 0,08   | новая   | 0     | ▬     |
|        | Независимые демократы                |                                   | 4                                 | 8 351      | 0,08   | новая   | 0     | ▬     |
|        | Независимые националисты             |                                   | 6                                 | 8 183      | 0,08   | ▲ 0,06  | 0     | ▬     |
|        | Социалисты-лейбористы                | Том Белл                          | 3                                 | 913        | 0,07   | новая   | 0     | ▬     |
|        | Шотландские прогибиционисты          | Эдвин Скримджер                   | 1                                 | 5 212      | 0,05   | ▲ 0,03  | 0     | ▬     |
|        | Независимые прогрессисты             |                                   | 3                                 | 5 077      | 0,05   | новая   | 0     | ▬     |
|        | Независимые рабочие и фермеры        | Уильям Билтон Харрис              | 1                                 | 1,927      | 0,02   | новая   | 0     | ▬     |
|        | Христианские социалисты              | Гриффит Боуэн Томас               | 1                                 | 597        | < 0,01 | новая   | 0     | ▬     |
|        | Всего                                | Всего                             | 1623                              | 10 434 700 | 100    | ▬       | 707   | ▲ 37  |
|        | Избирателей зарегистрировано/Явка    | Избирателей зарегистрировано/Явка | Избирателей зарегистрировано/Явка | 21 392 322 | 56,99  | ▼ 24,14 |       |       |

Голоса (%)
| Голоса избирателей    | Голоса избирателей | Голоса избирателей | Голоса избирателей | Голоса избирателей |
| --------------------- | ------------------ | ------------------ | ------------------ | ------------------ |
| Правящая коалиция     |                    |                    | 52.95 %            |                    |
| Консерваторы          |                    |                    | 38.34 %            |                    |
| Лейбористы            |                    |                    | 20.79 %            |                    |
| Либералы              |                    |                    | 12.98 %            |                    |
| Коалиционные либералы |                    |                    | 12.63 %            |                    |
| Шинн Фейн             |                    |                    | 4.56 %             |                    |
| Партия гомруля        |                    |                    | 2.17 %             |                    |
| Другие                |                    |                    | 8.53 %             |                    |

Места
| Места в парламенте (%) | Места в парламенте (%) | Места в парламенте (%) | Места в парламенте (%) | Места в парламенте (%) |
| ---------------------- | ---------------------- | ---------------------- | ---------------------- | ---------------------- |
| Правящая коалиция      |                        |                        | 53.61 %                |                        |
| Консерваторы           |                        |                        | 38.34 %                |                        |
| Коалиционные либералы  |                        |                        | 17.96 %                |                        |
| Шинн Фейн              |                        |                        | 10.33 %                |                        |
| Лейбористы             |                        |                        | 8.06 %                 |                        |
| Либералы               |                        |                        | 5.09 %                 |                        |
| Партия гомруля         |                        |                        | 0.99 %                 |                        |
| Другие                 |                        |                        | 3.96 %                 |                        |

### Результаты выборов в Ирландии

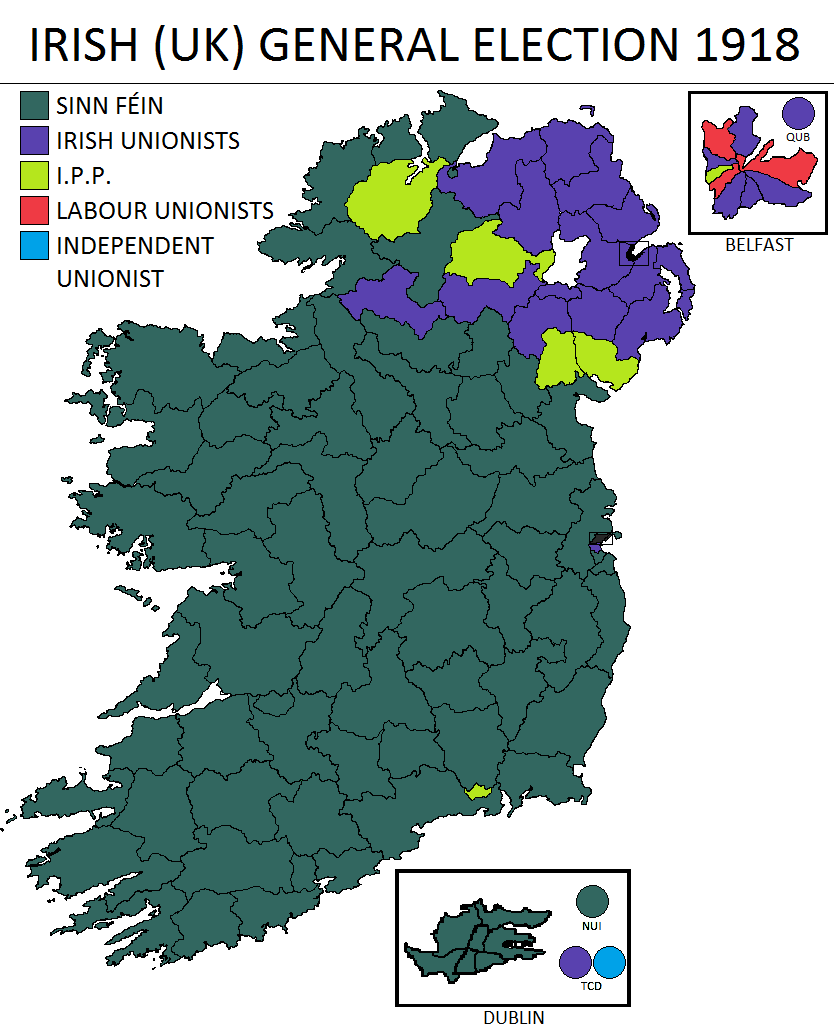
Результат выборов 1918 года в Ирландии.

На момент выборов ведущими партиями Ирландии были Ирландская парламентская (ИПП), Шинн Фейн, Юнионистская и Лейбористская. Однако лейбористы решили не участвовать в выборах, опасаясь, попасть под политический перекреёстный огонь между ИПП и Шинн Фейн; вместо этого они посчитали, что лучше позволить людям принять решение по вопросу о самоуправлении или республике, предоставив четкий выбор между двумя националистическими партиями, умеренной и радикальной. Юнионисты выступали за сохранение союза с Великобританией (вместе со своей де-факто дочерней, Лейбористской юнионистской партией). Также в выборах приняли участие ряд небольших националистических партий.
В Палате общин Великобритании Ирландию представляли 105 депутатов, избираемых в 103 избирательных округах. Девяносто девять депутатов избирались в одномандатных округах по системе относительного большинства с одним победителем. Также было два двухмандатных округа: Дублинский университет (Тринити-колледж) избирал двух депутатов по системе единого передаваемого голоса, а Корк Сити двух депутатов по системе множественного блочного голосования.
В дополнение к обычным географическим округам было три университетских округа: Дублинский университет (избраны два юниониста), Королевский университет Белфаста (победил юнионист) и Национальный университет (избран член Шинн Фейн).
Из 105 депутатов от Ирландии 25, все кандидат от Шинн Фейн, были избраны безальтернативно. Семнадцать из этих округов были в Манстере.
|        |                                  |                   |           |        |         |       |       |  |
| Партия | Партия                           | Лидер             | Голоса    | Голоса | Голоса  | Места | Места |  |
| Партия | Партия                           | Лидер             | Голоса    | %      | +/-     | Места | +/-   |  |
|        | Шинн Фейн                        | Имон де Валера    | 476 087   | 46,88  | новая   | 73    | ▲ 73  |  |
|        | Ирландские юнионисты             | Эдвард Карсон     | 257 314   | 25,33  | ▼ 3,26  | 22    | ▲ 5   |  |
|        | Ирландская парламентская партия  | Джон Диллон       | 220 837   | 21,75  | ▼ 13,34 | 7     | ▼ 67  |  |
|        | Лейбористы-юнионисты             |                   | 30 304    | 2,98   | новая   | 3     | ▲ 3   |  |
|        | Независимые юнионисты            | Роберт Генри Вудс | 9 531     | 0,94   | новая   | 1     | ▲ 1   |  |
|        | Белфастские лейбористы-юнионисты |                   | 12 164    | 1,20   | новая   | 0     | ▬     |  |
|        | Независимые националисты         |                   | 8 183     | 0,81   | ▲ 0,37  | 0     | ▼ 2   |  |
|        | Независимые лейбористы           |                   | 659       | 0,07   | новая   | 0     | ▬     |  |
|        | Независимые                      |                   | 436       | 0,04   | новая   | 0     | ▬     |  |
| Всего  | Всего                            | Всего             | 1 015 515 | 100    |         | 105   | ▲ 2   |  |

| Народное голосование (%)        | Народное голосование (%) | Народное голосование (%) | Народное голосование (%) | Народное голосование (%) |
| ------------------------------- | ------------------------ | ------------------------ | ------------------------ | ------------------------ |
| Шинн Фейн                       |                          |                          | 46.88 %                  |                          |
| Ирландские юнионисты            |                          |                          | 25.33 %                  |                          |
| Ирландская парламентская партия |                          |                          | 21.75 %                  |                          |
| Лейбористы-юнионисты            |                          |                          | 2.98 %                   |                          |
| Независимые юнионисты           |                          |                          | 0.94 %                   |                          |
| Нез. националисты               |                          |                          | 0.81 %                   |                          |

| Места в Палате общин от Ирландии (%) | Места в Палате общин от Ирландии (%) | Места в Палате общин от Ирландии (%) | Места в Палате общин от Ирландии (%) | Места в Палате общин от Ирландии (%) |
| ------------------------------------ | ------------------------------------ | ------------------------------------ | ------------------------------------ | ------------------------------------ |
| Шинн Фейн                            |                                      |                                      | 69.52 %                              |                                      |
| Ирландские юнионисты                 |                                      |                                      | 20.95 %                              |                                      |
| Ирландская парламентская партия      |                                      |                                      | 5.71 %                               |                                      |
| Лейбористы-юнионисты                 |                                      |                                      | 2.86 %                               |                                      |
| Независимые юнионисты                |                                      |                                      | 0.95 %                               |                                      |

### Результаты выборов в Шотландии

Результат выборов 1918 года в Шотландии.

На момент выборов ведущей политической силой Шотландии была Юнионистская партия, образованная в 1912 году в результате объединения шотландских отделений Консервативной и Либеральной юнионистской партий. Независимые от Консервативной партии Англии и Уэльса, хотя и тесно связанные с ней, шотландские юнионисты в Вестминстере действовали в составе парламентской Консервативной партии, а их лидеры Бонар Лоу и сэр Алек Дуглас-Хьюм были лидерами британской Консервативной партии и премьер-министрами Соединённого Королевства.
Как и по всей Великобритании, в Шотландии успеха добились в первую очередь кандидаты, заручившиеся поддержкой правящей коалиции во главе с премьер-министром Дэвидом Ллойд Джорджем, в то время как официальная Либеральная партия Г. Г. Асквита не имея «купонов» правительства потерпела сокрушительное поражение, потеряв почти 85 % своих мест в Палате общин от Шотландии. Почти все либеральные кандидаты без «купонов» потерпели поражение, включая лидера партии Асквита, который вернулся в парламент только после дополнительных выборов 1920 года.
По итогам выборов второе место по количеству голосов заняла Лейбористская партия, но по количеству мест она уступила и коалиционным либералам Ллойд Джорджа, и независимым либералам Асквита. Ещё два лейбориста были избраны вне официального списка партии, причем Джордж Барнс победил в Глазго Горбалс как кандидат коалиционных лейбористов, выступая против официального кандидата своей партии, а Фрэнк Роуз победил в Северном Абердине как независимый лейборист.
В Палате общин Великобритании Шотландию представляли в общей сложности 74 депутата. Из них 71 избирался в территориальных округах (на 1 больше, чем на предыдущих выборах), включавших 32 избирательных округа бургов и 38 избирательных округов графств. В территориальных округах использовалась система относительного большинства с одним победителем. Также был университетский избирательный округ, в котором избирали 3 членов парламента с использованием системы единого передаваемого голоса, заменивший два одномандатных округа университетов Глазго и Абердина и университетов Эдинбурга и Сент-Эндрюса. Поскольку избиратели в университетских избирательных округах голосовали по другой системе, и в дополнение к их территориальному голосованию, результаты составляются отдельно.
| Партия | Партия                          | Лидер              | Голоса    | Голоса | Голоса | Места | Места |
| Партия | Партия                          | Лидер              | Голоса    | %      | +/-    | Места | +/-   |
| ------ | ------------------------------- | ------------------ | --------- | ------ | ------ | ----- | ----- |
|        | Правящая коалиция               | Дэвид Ллойд Джордж | 584 259   | 51,86  | новая  | 54    | н/д   |
|        | Юнионистская партия             | Бонар Лоу          | 336 530   | 29,87  | ▼ 11,8 | 28    | ▲ 18  |
|        | Коалиционные либералы           | Дэвид Ллойд Джордж | 221 145   | 19,63  | новая  | 25    | ▲ 25  |
|        | Либеральная партия              | Г. Г. Асквит       | 163 960   | 14,55  | ▼ 36,6 | 8     | ▼ 49  |
|        | Лейбористская партия            | Уильям Андерсон    | 265 744   | 23,59  | ▲ 19,3 | 6     | ▲ 3   |
|        | Юнионисты (некоалиционные)      |                    | 21 939    | 1,94   | новая  | 2     | ▲ 2   |
|        | Коалиционные лейбористы         |                    | 14 247    | 1,27   | новая  | 1     | ▲ 1   |
|        | Независимые лейбористы          |                    | 6 128     | 0,54   | новая  | 1     | ▲ 1   |
|        | Кооперативная партия            |                    | 19 841    | 1,76   | новая  | 0     | ▬     |
|        | Коалиционные национал-демократы |                    | 12 337    | 1,10   | новая  | 0     | ▬     |
|        | Земельная лига Хайленда         |                    | 8 710     | 0,77   | новая  | 0     | ▬     |
|        | Шотландские прогибиционисты     |                    | 5 212     | 0,46   | н/д    | 0     | ▬     |
|        | Национал-демократы              |                    | 4 297     | 0,38   | новая  | 0     | ▬     |
|        | Другие                          |                    | 46 621    | 4,14   | н/д    | 0     | ▬     |
| Всего  | Всего                           | Всего              | 1 126 711 | 100    |        | 71    | ▲ 1   |

| Народное голосование (%) | Народное голосование (%) | Народное голосование (%) | Народное голосование (%) | Народное голосование (%) |
| ------------------------ | ------------------------ | ------------------------ | ------------------------ | ------------------------ |
| Правящая коалиция        |                          |                          | 51.86 %                  |                          |
| Юнионисты                |                          |                          | 29.87 %                  |                          |
| Лейбористы               |                          |                          | 23.59 %                  |                          |
| Коалиционные либералы    |                          |                          | 19.63 %                  |                          |
| Либералы                 |                          |                          | 14.55 %                  |                          |
| Другие                   |                          |                          | 12.36 %                  |                          |

| Места в Палате общин от Шотландии (%) | Места в Палате общин от Шотландии (%) | Места в Палате общин от Шотландии (%) | Места в Палате общин от Шотландии (%) | Места в Палате общин от Шотландии (%) |
| ------------------------------------- | ------------------------------------- | ------------------------------------- | ------------------------------------- | ------------------------------------- |
| Правящая коалиция                     |                                       |                                       | 75.68 %                               |                                       |
| Юнионисты                             |                                       |                                       | 40.54 %                               |                                       |
| Коалиционные либералы                 |                                       |                                       | 33.78 %                               |                                       |
| Либералы                              |                                       |                                       | 12.16 %                               |                                       |
| Лейбористы                            |                                       |                                       | 8.11 %                                |                                       |
| Другие                                |                                       |                                       | 0.60 %                                |                                       |

## После выборов
Выборы привели к убедительной победе правящей коалиции консерваторов и национал-либералов во главе с Дэвида Ллойда Джорджа, который сменил Г. Г. Асквита на посту премьер-министра в декабре 1916 года. Они оба были либералами и продолжали бороться за контроль над партией, которая быстро теряла народную поддержку и так и не вернула себе прежнее влияние, со временем потеряв статус одной из двух сильнейших политических сил Соединённого королевста.
Выборы также были отмечены драматическим результатом в Ирландии, который показал резое изменение настроений ирландского общества. Ирландская парламентская партия, выступавшая за автономию и много лет доминировавшая в политической жизни острова, была почти полностью уничтожена сепаратистами-республиканцами из партии Шинн Фейн, которая поклялась в своём манифесте создать независимую Ирландскую Республику. После выборов, 73 депутата британской Палаты общин от Шинн Фейн отказались занять свои места в Вестминстере, вместо этого сформировав в январе 1919 года сепаратистский парламент (Дойл Эрен) и провозгласив независимость Ирландии, тем самым положив начало ирландской войне за независимость. Война завершилась 6 декабря 1921 года подписанием компромиссного англо-ирландского договора, согласно которому Ирландия стала самоуправляемым доминионом Великобритании под названием Ирландское Свободное государство. Но уже 8 декабря шесть из девяти графств Ольстера с протестантским большинством воспользовались закреплённым в договоре правом на отделение, образовав Северную Ирландию, на которую не распространялись полномочия парламента и правительства Ирландского Свободного государства. Из-за последовавшего раздела Ирландии выборы 1918 года стали последними парламентскими выборами в Соединённом королевстве Великобритании и Ирландии, которое формально просуществовало до 1927 года, когда в соответствии с Актом о королевском и парламентском титулах государство было переименовано в Соединённое королевство Великобритании и Северной Ирландии. Начиная с 1922 года парламентские выборы в Соединённом королевстве проходили только на территории Великобритании и Северной Ирландии.

### Комментарии
1. 1 2  Общее число депутатов от консерваторов включает 47 кандидатов-консерваторов, избранных без коалиционного купона, из которых 23 были ирландскими юнионистами.
2. ↑  В странах Вестминстерской системы «выборами цвета хаки» (англ. Khaki Election) принято называть любые национальные выборы, на которые сильное влияние оказали военные или послевоенные настроения[25]. Причина такого названия в том, что первые такие выборы 1900 года проводились в разгар Второй англо-бурской войны, а хаки был цветом новой военной формы британской армии, которая была повсеместно принята в той войне[25]. К «выборам цвета хаки» помимо кампании 1900 года также принято относить британские парламентские выборы 1918, 1945 и 1983 годов, канадские федеральные выборы 1917 года.
3. 1 2 3 4 5 6  Правящая коалиция включала в себя сторонников коалиционного правительства во главе с Дэвидом Ллойд Джорджем, среди которых были консерваторы, коалиционные либералы, национал-демократы, лейбористы и один независимый.
4. ↑  Явка избирателей с учётом только округов, в которых проводилось голосование (18 310 666 избирателей). Безальтернативные выборы состоялись в 107 округах, в которых проживало 3 081 656 избирателей и в которых были избраны 41 консерватор, 25 кандидатов партии Шинн Фейн, 23 коалиционных либерала, 11 лейбористов, 4 либерала и по 1 депутату от Ирландской парламентской партии, коалиционных лейбористов и независимых ирландских националистов. См. UK Election Results.
5. ↑  Из 73 депутатов от Шин Фейн 25 были избраны без голосования, что сказалось на количестве голосов, отданных за партию.
6. ↑  Один из бургов, Данди, в парламенте представляли два депутата.
7. ↑  В таблице указаны результаты только территориальных округов.
8. ↑  Юнионистская партия Шотландии являлась преемником Консервативной и Либеральной юнионистской партий, с результатами которых и проводится сравнение.
9. ↑  Результаты голосования в территориальных округах.
10. ↑  Объединённые результаты выборов в территориальных и университетских округах.